# Akysidae
Akysidae zijn een familie van straalvinnige vissen uit de orde van meervalachtigen (Siluriformes).

## Onderliggende taxa
- Onderfamilie Akysinae
  - Geslacht Akysis Bleeker, 1858
    - Akysis variegatus (Bleeker, 1846)  
      - = Pimelodus variegatus Bleeker, 1846

    - Akysis pictus Günther, 1883
    - Akysis maculipinnis Fowler, 1934
    - Akysis prashadi Hora, 1936 
      - = Akysis variegatus variegatus Prashad & Mukerji, 1929

    - Akysis hendricksoni Alfred, 1966
    - Akysis brachybarbatus Chen, 1981 
      - = Akysis branchybarbatus Chen, 1981

    - Akysis heterurus Ng, 1996
    - Akysis ephippifer Ng & Kottelat, 1998
    - Akysis recavus Ng & Kottelat, 1998
    - Akysis varius Ng & Kottelat, 1998
    - Akysis microps Ng & Tan, 1999
    - Akysis manipurensis (Arunkumar, 2000)  
      - = Laguvia manipurensis Arunkumar, 2000
      - = Hara manipurensis (Arunkumar, 2000)

    - Akysis clavulus Ng & Freyhof, 2003
    - Akysis vespa Ng & Kottelat, 2004
    - Akysis clinatus Ng & Rainboth, 2005
    - Akysis fuliginatus Ng & Rainboth, 2005
    - Akysis longifilis Ng, 2006
    - Akysis galeatus Page, Rachmatika & Robins, 2007
    - Akysis pulvinatus Ng, 2007
    - Akysis scorteus Page, Hadiaty & López, 2007
    - Akysis vespertinus Ng, 2008
    - Akysis fontaneus Ng, 2009
    - Akysis portellus Ng, 2009
    - Akysis bilustris Ng, 2011

  - Geslacht Pseudobagarius Ferraris, 2007
    - Pseudobagarius pseudobagarius (Roberts, 1989)  
      - = Akysis pseudobagarius Roberts, 1989

    - Pseudobagarius macronemus (Bleeker, 1860)
      - = Akysis macronema Bleeker, 1860
      - = Akysis macronemus Bleeker, 1860

    - Pseudobagarius baramensis (Fowler, 1905)  
      - = Akysis baramensis Fowler, 1905
      - = Glyptosternum baramensis (Fowler, 1905)

    - Pseudobagarius leucorhynchus (Fowler, 1934)  
      - = Akysis leucorhynchus Fowler, 1934

    - Pseudobagarius sinensis (He, 1981)  
      - = Akysis sinensis He, 1981

    - Pseudobagarius fuscus (Ng & Kottelat, 1996)  
      - = Akysis fuscus Ng & Kottelat, 1996

    - Pseudobagarius alfredi (Ng & Kottelat, 1998)  
      - = Akysis alfredi Ng & Kottelat, 1998

    - Pseudobagarius similis (Ng & Kottelat, 1998)  
      - = Akysis similis Ng & Kottelat, 1998

    - Pseudobagarius subtilis (Ng & Kottelat, 1998)
      - = Akysis subtilis Ng & Kottelat, 19982

    - Pseudobagarius inermis (Ng & Kottelat, 2000)  
      - = Akysis inermis Ng & Kottelat, 2000

    - Pseudobagarius meridionalis (Ng & Siebert, 2004)  
      - = Akysis meridionalis Ng & Siebert, 2004

    - Pseudobagarius filifer (Ng & Rainboth, 2005)  
      - = Akysis filifer Ng & Rainboth, 2005

    - Pseudobagarius hardmani (Ng & Sabaj Pérez, 2005) 
      - = Akysis hardmani Ng & Sabaj Pérez, 2005

    - Pseudobagarius nitidus (Ng & Rainboth, 2005)  
      - = Akysis nitidus Ng & Rainboth, 2005
- Onderfamilie Parakysinae
  - Geslacht Parakysis Herre, 1940
    - Parakysis verrucosus Herre, 1940  
      - = Parakysis verrucosa Herre, 1940

    - Parakysis anomalopteryx Roberts, 1989
    - Parakysis grandis Ng & Lim, 1995
    - Parakysis longirostris Ng & Lim, 1995
    - Parakysis notialis Ng & Kottelat, 2003
    - Parakysis hystriculus Ng, 2009

  - Geslacht Acrochordonichthys Bleeker, 1857
    - Acrochordonichthys rugosus (Bleeker, 1846) 
      - = Pimelodus rugosus Bleeker, 1846
      - = Pimelodus melanogaster Bleeker, 1854
      - = Acrochordonichthys melanogaster (Bleeker, 1854)
      - = Pimelodus pleurostigma Bleeker, 1855
      - = Acrochordonichthys pleurostigma (Bleeker, 1855)
      - = Pimelodus zonatus Bleeker, 1855
      - = Acrochordonichthys zonatus (Bleeker, 1855)
      - = Acrochordonichthys platycephalus Bleeker, 1858
      - = Sosia chamaeleon pallida Vaillant, 1902
      - = Acrochordonichthys obscurus Popta, 1904
      - = Acrochordonichthys buettikoferi Popta, 1904
      - = Acrochordonichthys varius Popta, 1904

    - Acrochordonichthys ischnosoma Bleeker, 1858
    - Acrochordonichthys chamaeleon (Vaillant, 1902)  
      - = Sosia chamaeleon Vaillant, 1902
      - = Acrochordonichthys chamaleon (Vaillant, 1902)
      - = Acrochordonichthys chameleon (Vaillant, 1902)
      - = Sosia chamaleon Vaillant, 1902

    - Acrochordonichthys pachyderma Vaillant, 1902
    - Acrochordonichthys falcifer Ng & Ng, 2001
    - Acrochordonichthys guttatus Ng & Ng, 2001
    - Acrochordonichthys mahakamensis Ng & Ng, 2001
    - Acrochordonichthys septentrionalis Ng & Ng, 2001 
      - = Acrochordonichthys septemtrionalis Ng & Ng, 2001

    - Acrochordonichthys strigosus Ng & Ng, 2001
    - Acrochordonichthys gyrinus Vidthayanon & Ng, 2003

  - Geslacht Breitensteinia Steindachner, 1881
    - Breitensteinia insignis Steindachner, 1881
    - Breitensteinia cessator Ng & Siebert, 1998
    - Breitensteinia hypselurus Ng & Siebert, 1998